# Lise Gujer
Lise Gujer (* 6. Dezember 1893 in Zürich; † 13. März 1967 in Sertig, Gemeinde Davos) war eine Schweizer Textilkünstlerin.

## Leben
Lise Gujer war die Tochter des Zürcher Fellhändlers und Politikers Rudolf Gujer und der Elise Müller. Sie wohnte ab 1915 in Clavadel bei Davos. 1922 begann ihre künstlerische Tätigkeit im Weben. In Davos lernte sie den Künstler Ernst Ludwig Kirchner und seine Partnerin Erna Schilling kennen. Kirchners Malerei beeinflusste ihre Motive, und der Künstler, der bereits seit seiner Zeit in Dresden Entwürfe für textile Arbeiten geschaffen hatte, bat sie, seine Vorlagen als Webteppiche auszuführen. Lise Gujer benützte dazu Leinen für die Kettfäden und farbige Wollfäden für den Schuss. Ab 1924 konnte sie für Kirchner regelmässig Werke herstellen, die dessen Ansprüchen an die Farbigkeit der Bilder genügten. Sechzehn Jahre dauerte die künstlerische Zusammenarbeit Gujers und Kirchners. Zwei Jahre nach dem Tod des Künstlers erwarb sie 1940 das Haus «Gruoba» im Sertigtal und für dessen Einrichtung Mobiliar und Kunstwerke aus Kirchners Nachlass. Nach einem mehrjährigen Unterbruch setzte Lise Gujer 1951 die künstlerische Tätigkeit fort. Sie schuf Wirkarbeiten, die wiederum Motive aus Arbeiten Kirchners aufnahmen. Einige Werke stellte sie in mehrfachen Auflagen her.
1925 präsentierte Lise Gujer einige Arbeiten an der Exposition internationale des arts décoratifs et industriels modernes in Paris. 1968 wurde ihre Privatsammlung, zu der auch Entwürfe von Kirchner gehörten, in Bern von der Galerie Kornfeld und Klipstein in einer Auktion versteigert. Werke von Lise Gujer befinden sich in zahlreichen Sammlungen und Museen, so neben dem Kirchner Museum Davos auch im Kunstgewerbemuseum Zürich, im Folkwang-Museum in Essen und im Städelschen Kunstinstitut in Frankfurt am Main.
1999 zeigte das Kirchner Museum Davos eine Ausstellung über ihr Schaffen, 2001 das Badische Landesmuseum in Karlsruhe die Ausstellung «Ernst Ludwig Kirchner – Lise Gujer: Textile Bilder», 2009 das Bündner Kunstmuseum die Schau «Bildteppiche von Ernst Ludwig Kirchner und Lise Gujer: Unbekannte Entwürfe und Vorlagen». 
In den Jahren 2024 und 2025 wurde im Bündner Kunstmuseum und im Brücke-Museum Berlin die Ausstellung «Lise Gujer. Eine neue Art zu malen» gezeigt.